# Temporada 1950-1951 del Liceu
A la temporada 1950-1951 va tenir lloc un esdeveniment important: l'estrena bastant tardana del Rienzi de Wagner, amb un gran protagonista, el tenor Max Lorenz. Per commemorar el cinquantenari de la mort de Verdi, es reposà Nabucco, obra avui considerada de repertori a tots els teatres, però que llavors portava setanta anys sense representar-se al Liceu.
| Temporada 1950-1951 del Liceu  |                         |                     |                   | |           |                             |
| Òpera                          | Compositor              | Director musical    | Director d'escena | Papers principals | Producció | Dates                       |
| Nabucco                        | Giuseppe Verdi          | Angelo Questa       |                   | Maria Pedrini, Giovanni Inghilleri, Marco Stefanoni. |           | 8 de novembre               |
| Rigoletto                      | Giuseppe Verdi          | Angelo Questa       | Augusto Cardi     | Giuseppe Casale, Gino Bechi, Marimí del Pozo, Lluís Corbella, Lucy Cabrera                                                                                                |           | 9, 12 i 18 de novembre      |
| Turandot                       | Giacomo Puccini         | Napoleone Annovazzi | Augusto Cardi     | Jolanda Magnoni, Joan Mach, Jacint Santamaria, Giuseppe Vertecchi, Lina Richarte, Manuel Ausensi, Esteve Recasens, Bartomeu Bardagí, Antoni Cabanes                       |           | 30 novembre; 5, 10 desembre |
| La ciutat invisible de Kitege  | Nikolai Rimski-Kórsakov | Anatole Fistoulari  | Michele Benois    | Kyra Vayne, George Posemkowsky, Constantin Joukovitch, Wenko Wenkoff |           | 6 de gener                  |
| Rienzi                         | Richard Wagner          |                     |                   | Max Lorenz |           | 20 de gener                 |
| Die Walküre                    | Richard Wagner          |                     |                   | Max Lorenz |           |                             |
| Lohengrin                      | Richard Wagner          | Georges Sébastian   | Victor Pruscha    | Max Lorenz, Polyna Stoska, Margarete Klose, Adolf Vogel, Karl Kamann |           | 7 de gener                  |
| Siegfried                      | Richard Wagner          |                     |                   | Max Lorenz, Gertrude Grob-Prandl, Günter Treptow |           |                             |
| Parsifal                       | Richard Wagner          | Hugo Balzer         | Karl Hartmann     | Max Lorenz, Paula Baumann, Herbert Alsen, Karl Kamann, Adolf Vogel, Antoni Cabanes, William Wernick, Emilio Payá, Núria Quer, Carme Gombau, Dídac Monjo, Bartomeu Bardagí |           | 6 de febrer                 |
| Fidelio                        | Ludwig van Beethoven    |                     |                   | Max Lorenz, Gertrude Grob-Prandl, Helge Roswaenge |           |                             |
| El amor brujo                  | Manuel de Falla         |                     |                   | |           |                             |
| La flauta màgica               | Wolfgang Amadeus Mozart | Hugo Balzer         | Georg Hartmann    | Wilma Lipp, Helge Roswänge, Trude Eipperle, Herbert Alsen |           | 11 al 17 de febrer          |
| Die Meistersinger von Nürnberg | Richard Wagner          | Hans Swarowsky      |                   | Wilhelm Schirp, Victòria dels Àngels, Thyge Thygesen, Wilhelm Felden |           | 16 al 22 de gener           |
| Tannhäuser                     | Richard Wagner          | Hans Swarowsky      |                   | Doris Dorée, Victòria dels Àngels, Fassnacht, Braun. |           | 24 de gener                 |
| Carmen                         | George Bizet            | Napoleone Annovazzi | Augusto Cardi     | Giulietta Simionato, Antonio Annaloro/Rafael Lagares, Hermini Ezquerra/Manuel Ausensi, María del Carmen Tarancón                                                          |           |                             |
| Manon                          | Jules Massenet          |                     |                   | Manuel Ausensi |           |                             |
| Norma                          | Vincenzo Bellini        | Napoleone Annovazzi |                   | Antonio Lonardi, Lluís Corbella, Maria Pedrini, Ebe Stignani, Carme Gombau, Esteve Recasens                                                                               |           |                             |